# Armeniens nationalförsamling

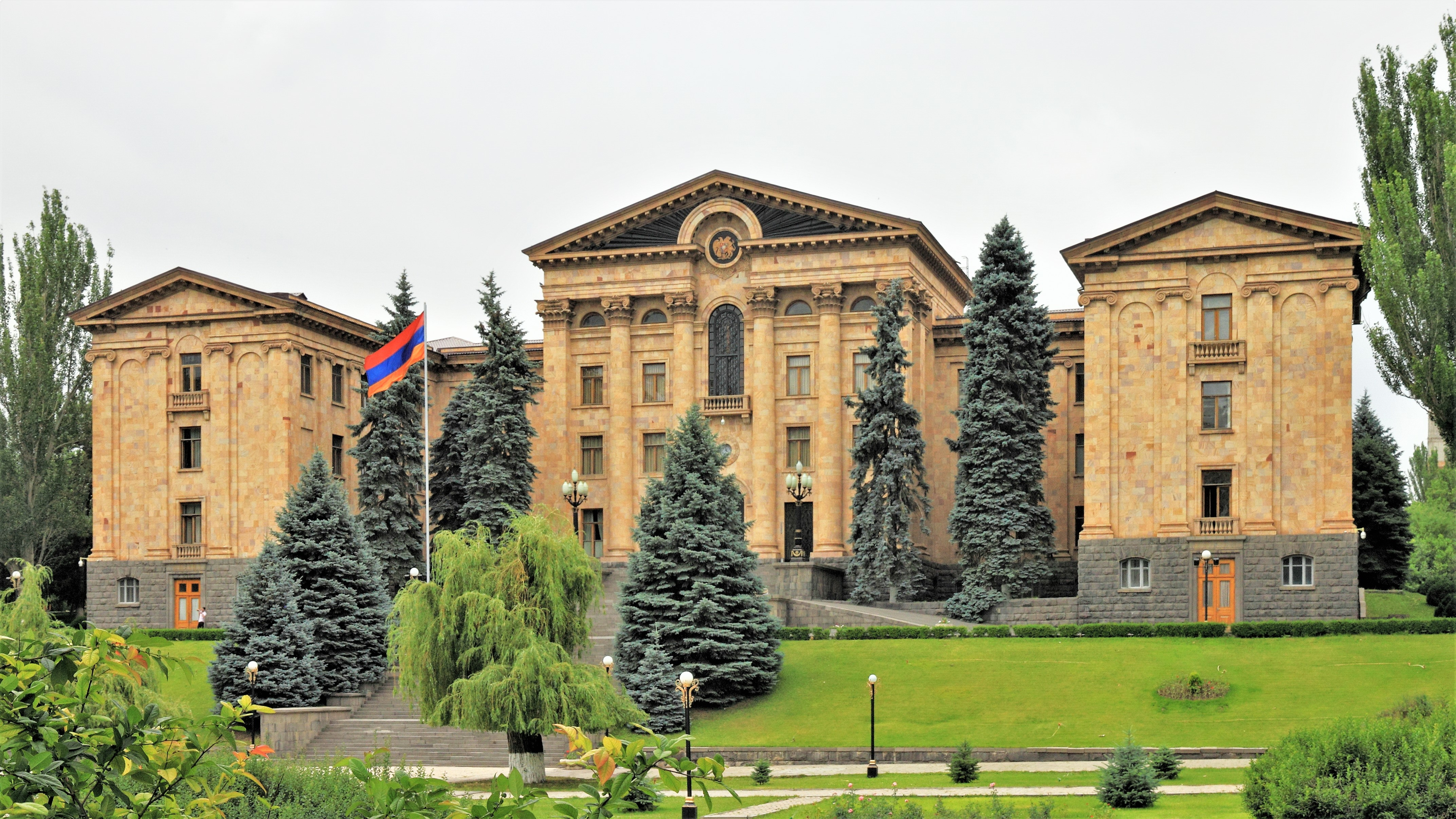
Parlamentsbyggnaden

Armeniens nationalförsamling (armeniska: Ազգային Ժողով, Azgajin Zjoghov) kallas den lagstiftande församlingen i Armenien. 
Den nuvarande nationalförsamlingen har ett enkammarsystem. Den består av 131 medlemmar som väljs in över 4-årsperioder: 41 medlemmar genom ensitsiga valkretsar och 90 genom ett proportionellt valsystem. De proportionella platserna i nationalförsamlingen är tilldelade genom en partilista bland de partier som får minst 5% av rösterna i parlamentsvalen. Nuvarande talman är Samvel Nikojan som tillträdde 2011. Dess företrädare var högsta sovjet. 

## Ordförande i högsta sovjet
- Chatjik Hakobjanian 1938-1943
- Aghasi Sargsian 1943-1944
- Simak Sahakjan 1944-1961
- Edvard Toptjjan 1961-1971
- Rouben Parsamjan 1971-1972
- Artsrun Gasparjan 1972-1975
- Sergej Hambardzumjan 1975-1980
- Samson Tonotian 1980-1990

## Ordförande i högsta rådet
- Levon Ter-Petrossian 4 augusti 1990-11 november 1991
- Babken Ararktsian  24 december 1991-27 juli 1995

## Talmän i nationalförsamlingen
- Babken Ararktsian 27 juli 1995-4 februari 1998
- Chosrov Harutjunian 4 februari 1998-11 juni 1999
- Karen Demirtjjan 11 juni 1999-27 oktober 1999
- Armen Chatjatrjan 2 november 1999-12 juni 2003
- Artur Baghdasarjan 12 juni 2003-1 juni 2006
- Tigran Torosian 1 juni 2006-26 september 2008
- Hrajr Karapetian (tillförordnad) 26 september 2008-29 september 2008
- Hovik Abrahamjan 28 september 2008 – 21 november 2011
- Samvel Nikojan 6 december 2011 - 31 maj 2012
- Hovik Abrahamjan 31 maj 2012 - 13 april 2014
- Galust Sahakian 29 april 2014 - 18 maj 2017
- Ara Bablojan 18 maj 2017 - 14 januari 2019
- Ararat Mirzojan 14 januari 2019 - 2 augusti 2021
- Alen Simonjan 2 augusti 2021 - nuvarande

Summering av resultatet av det armeniska parlamentsvalet den 6 maj 2012
| Parti                                              | Partilista | Partilista | Partilista | Valkrets | Valkrets | Totala mandat | +/–  |
| Parti                                              | Röster     | %          | Mandat     | Mandat   | %        | Totala mandat | +/–  |
| Armeniens republikanska parti                      | 664 440    | 44,02 %    | 40         | 30       | 73,1 %   | 70            | ▲+6  |
| Välmående Armenien                                 | 454 673    | 30,12 %    | 28         | 8        | 19,5 %   | 36            | ▲+11 |
| Haj Azgajin Kongres                                | 106 903    | 7,08 %     | 7          | —        | —        | 7             | ▲+7  |
| Armeniska revolutionsfederationen                  | 85 550     | 5,67 %     | 5          | 1        | 2,4 %    | 6             | ▼-10 |
| Orinats Erkir                                      | 83 123     | 5,51 %     | 5          | 1        | 2,4 %    | 6             | ▼-3  |
| Fädernearvet                                       | 86 998     | 5,76%      | 5          | —        | —        | 5             | ▼-2  |
| Armeniens kommunistiska parti                      | 15 899     | 1,45 %     | —          | —        | —        | —             | ▬    |
| Armeniens demokratiska parti                       | 5 577      | 0,37 %     | —          | —        | —        | —             | ▬    |
| Enade armeniers parti                              | 2 945      | 0,20 %     | —          | —        | —        | —             | ▬    |
| Oberoende (politiker)                              | —          | —          | —          | 1        | 2,4 %    | 1             | ▼-5  |
| Ogiltiga/blanka röster                             | 53 831     |            | —          |          | —        | —             | —    |
| Totalt                                             | 1 573 053  | 100        | 90         | 41       | 100      | 131           | —    |
| Antal röstberättigade / resultat                   | 2 523 101  | 62,35      | —          | —        | —        | —             | —    |
| Källa: Republiken Armeniens centrala valkommission |            |            |            |          |          |               |      |